# Hydro (Oklahoma)
Hydro es un pueblo ubicado en los condados de Blaine y Caddo en el estado estadounidense de Oklahoma. En el año 2010 tenía una población de 969 habitantes y una densidad poblacional de 605,63 personas por km².

## Geografía
Hydro se encuentra ubicado en las coordenadas 35°32′56″N 98°34′40″O / 35.54889, -98.57778 (35.548882, -98.577762).

## Demografía
Según la Oficina del Censo en 2000 los ingresos medios por hogar en la localidad eran de $27,235 y los ingresos medios por familia eran $31,071. Los hombres tenían unos ingresos medios de $26,645 frente a los $17,308 para las mujeres. La renta per cápita para la localidad era de $13,256. Alrededor del 18.0% de la población estaban por debajo del umbral de pobreza.